# Marta Xargay
Marta Xargay Casademont (Gerona, 20 de diciembre de 1990) es una exbaloncestista española. Jugaba indistintamente en las posiciones de base o escolta.
Fue internacional absoluta con España en 147 ocasiones, con la que ha conquistado siete medallas entre los tres grandes campeonatos, habiéndose proclamado entre otros éxitos, tricampeona continental en 2013, 2017 y 2019, subcampeona mundial en 2014 y subcampeona olímpica en 2016.

## Trayectoria

### Inicios
Con 5 años comenzó su andadura en su colegio, el C.E. Vedruna, donde jugó hasta los 12 años. Tras pasar por el C.E. Santa Eugènia de Ter, da el salto a las categorías inferiores del Uni Girona, donde siendo juvenil, rinde a buen nivel en el equipo de Liga Femenina 2.

### Avenida Salamanca
En la temporada 2009/10, ficha por el Avenida Salamanca, alcanzando el subcampeonato en Liga y Copa. Su segunda temporada 2010/11, en la que muestra un nivel y madurez impropios de su edad, es su mejor temporada a nivel de títulos con el club, logrando el «doblete» al proclamarse campeonas de Liga y Euroliga, con Lucas Mondelo como entrenador. 
En la tercera (2011/12), ya como titular e imprescindible, consolida su progresión individual y completa otra magnífica temporada de equipo, con títulos de Supercopas de España y Europa, y Copa de la Reina. En la 2012/13 tiene un desempeño más irregular, pero sigue siendo capital en las victorias en la Supercopa de España y la Liga Femenina. En la 2013/14, aumenta de nuevo su rendimiento, aunque el del equipo baja, ya que tan solo puede conquistar la Copa de la Reina y la Supercopa nacional, donde es elegida la MVP del torneo. En su sexta y última temporada (2014/15), se despidió ganando de nuevo la Copa de la Reina, pero sin poder llevarse el título liguero tras caer ante Uni Girona en la final. Es considerada una de las mejores jugadoras que ha vestido la elástica del equipo charro.

### USK Praga
Tras seis temporadas en el Avenida Salamanca, en febrero de 2015 se confirma la salida al ZVVZ USK Praha de Chequia, club en el que coincidirá con su compañera de selección Laia Palau. En ese verano de 2015, formó parte del equipo estadounidense Phoenix Mercury, campeón de la WNBA, junto con su excompañera en Salamanca Shay Murphy.

## Selección nacional
Marta ha sido internacional en todas las categorías juveniles de la selección española desde el año 2006, en el que logró con la selección sub-16 el campeonato de Europa cadete de ese año. En el Mundial sub-19 de 2009 disputado en Tailandia, se proclamó subcampeona del mundo tras perder la final ante USA, siendo galardonada con el MVP del campeonato.
En mayo de 2011, y con sólo 20 años, es convocada por primera vez con la selección absoluta, haciendo su debut el 29 de mayo de 2011 en Segovia ante Canadá, en partido de fase de preparación para el Europeo de Polonia 2011 para el que fue convocada, siendo una de las más destacadas del equipo.
El 30 de junio de 2013, se proclama con la selección nacional, campeona de Europa tras imponerse a la selección anfitriona de Francia, en la final del Eurobasket 2013 por un disputado 70–69, promediando 9.3 puntos, 3.3 rebotes, 2.8 asistencias con un 41% en triples.
En octubre de 2014, disputó en Turquía el Campeonato Mundial de 2014, donde el conjunto español disputó la final del campeonato en el pabellón Ülker Sports Arena de Estambul ante los Estados Unidos (selección que en 20 años había sumado 81 victorias y una sola derrota). Las norteamericanas lideradas por Maya Moore (16 puntos en los dos primeros cuartos) se fueron al descanso con una ventaja de 20 puntos: 29-48, quedándose el marcador final en un 64-77. Xargay fue una de las más destacadas en el Campeonato, logrando una media de 6.7 puntos, 2.7 asistencias, 2.7 rebotes y un porcentaje del casi 40% en tiros de tres.
En el Eurobasket de Rumanía y Hungría 2015, defendían el títiulo del año anterior. Tras pasar primera y segunda fase invictas (únicas del torneo en lograrlo), disputaron los cuartos de final ante Montenegro ganando por un ajustado 75-74, gracias a un 2+1 vital en los últimos segundos de Anna Cruz. Con esa victoria consiguieron también el pase al preolímpico de cara a los Juegos Olímpicos de Río de Janeiro 2016. En semifinales se cruzaron ante Francia que tomó revancha de la final de 2013, ganando por un también apretado 63-58, por lo que las chicas de Mondelo, no pudieron defender su oro. En la lucha por la medalla de bronce, España pasó claramente por encima de Bielorrusia ganando 74-58, subiendo otra vez al pódium y cosechando la tercera medalla consecutiva en los últimos tres campeonato disputados. Se consiguieron los dos objetivos principales de la selección antes de dar comienzo el evento: obtener plaza en el preolímpico y subirse al cajón. En el plano individual, Marta resultó de nuevo fundamental en la consecuencia de un nuevo éxito. Fue de menos a más, y en el partido por la 3.º plaza, metió 19 puntos (3 triples), cogió 3 rebotes y dio 4 asistencias, lo que sumaron un total de una media de 9.6 puntos por partido, 2.4 asistencias, 2.3 rebotes, un 30% de efectividad en triples y sobre todo, un 100% de eficacia en tiros libres (18/18).

## Estadísticas

### Clubes
| Club              | Liga                   | Temporadas  |
| ----------------- | ---------------------- | ----------- |
| Uni Girona        | Liga Femenina 2 España | 2008-2009   |
| Avenida Salamanca | Liga Femenina España   | 2009-2015   |
| Phoenix Mercury   | WNBA Estados Unidos    | 2015-2016   |
| ZVVZ USK Praha    | NBL República Checa    | 2015-2018   |
| Dynamo Kursk      | Premier League Rusia   | 2018-2020   |
| Uni Girona        | Liga Femenina España   | 2020-2021   |
| Phoenix Mercury   | WNBA Estados Unidos    | 2021-actual |

### Euroliga
|  | Denota temporadas en las que se proclama campeona de la Euroliga |

| Temporada | Equipo            | PJ | MPP  | PPP  | RPP | APP |
| --------- | ----------------- | -- | ---- | ---- | --- | --- |
| 2009-10   | Avenida Salamanca | 13 | 10,5 | 2,0  | 1,0 | 1,2 |
| 2010-11   | Avenida Salamanca | 17 | 13,7 | 3,5  | 1,3 | 0,9 |
| 2011-12   | Avenida Salamanca | 14 | 25,1 | 6,0  | 3,0 | 2,7 |
| 2012-13   | Avenida Salamanca | 14 | 26,1 | 7,9  | 3,1 | 2,9 |
| 2013-14   | Avenida Salamanca | 13 | 30,9 | 8,5  | 4,2 | 4,7 |
| 2014-15   | Avenida Salamanca | 16 | 28,1 | 8,1  | 3,6 | 3,3 |
| 2015-16   | USK Praha         | 17 | 19,7 | 4,9  | 2,1 | 2,0 |
| 2016-17   | USK Praha         | 19 | 30,8 | 11,0 | 3,3 | 3,4 |
| 2017-18   | USK Praha         | 15 | 36,0 | 11,6 | 4,0 | 6,6 |

### WNBA
|  | Denota temporadas en las que se proclama campeona de la WNBA |

| Temporada | Equipo          | PJ | MPP  | PPP | RPP | APP |
| --------- | --------------- | -- | ---- | --- | --- | --- |
| 2015      | Phoenix Mercury | 20 | 17,5 | 3,9 | 1,8 | 2,4 |
| 2016      | Phoenix Mercury | 15 | 19,8 | 5,7 | 1,7 | 2,7 |

## Palmarés

### Selección española

#### Absoluta
- Eurobasket 2013 ( Francia)
- Eurobasket 2017 ( República Checa)
- Eurobasket 2019 ( Letonia– Serbia) – Equipo ideal
- Mundial 2014 ( Turquía)
- Juegos Olímpicos de 2016 ( Río de Janeiro)
- Eurobasket 2015 ( Hungría– Rumania)
- Mundial 2018 ( España)

#### Categorías inferiores
- Europeo U16 2006 ( Eslovaquia)
- Europeo U18 2007 ( Serbia y Montenegro)
- Europeo U20 2009 ( Polonia)
- Mundial U19 2009 ( Tailandia) – MVP
- Europeo U20 2010 ( Polonia) – Equipo ideal

Avenida Salamanca
- Euroliga (1): 2010/11
- Supercopa de Europa (1): 2011
- Liga Femenina (2): 2010/11, 2012/13
- Copa de la Reina (3): 2011/12, 2013/14, 2014/15
- Supercopa de España (5): 2010, 2011, 2012, 2013, 2014

USK Praga
- NBL (1): 2015/16
- Supercopa de Europa (1): 2015

Individual
- MVP del Mundial Sub-19 2009
- MVP Supercopa de España 2014
- Mejor quinteto del Europeo 2019

Juvenil
- Campeona de España de Selecciones Alevín 2002
- Campeona de España de Selecciones Infantil 2004
- Subcampeona Infantil Cataluña 2004
- Máxima anotadora Final 4. 2004
- Campeona de Cataluña Cadete 2005
- 3.er Puesto Cto. de España Cadete 2005
- Campeona de España de Selecciones Cadete 2006
- Subcampeona Cataluña Junio de 2006
- Campeona Cataluña Cadete 2006
- Campeona de Europa Cadete (Eslovaquia) 2006
- 3.er Puesto Cto. Cataluña Junior 2007
- Subcampeona de España Junior 2007
- MVP Cto. de España 2007
- Máxima Reboteadora Cto. de España Junior 2007
- Subcampeona de Europa Junior (Serbia y Montenegro) 2007
- Campeona Cataluña Junior 2008
- Subcampeona de Europa Sub-20 (Polonia) 2009
- Subcampeona del Mundo Sub-19 (Tailandia) 2009
- MVP del Cto. del Mundo Sub-19 2009

## Vida personal
Xargay está casada con la baloncestista WNBA Breanna Stewart. Se unieron en mayo de 2020 en Papago Park, Phoenix.